# Tasiocera primaveris
Tasiocera primaveris är en tvåvingeart som beskrevs av Alexander 1928. Tasiocera primaveris ingår i släktet Tasiocera och familjen småharkrankar. Inga underarter finns listade i Catalogue of Life.